# Helena Dahlström
Helena Dahlström, född 13 maj 1968, är en svensk tidigare professionell tennisspelare.

## Biografi
Dahlström, en högerhäntspelare från Linköping, var damernas silvermedaljör vid Australian Open 1984. 
Dahlström var professionella spelare i slutet av 1980-talet och nådde som bäst en seedning på 166. Hon vann det australiska mästerskapet 1985 och deltog i 1986 French Open. 
Hon deltog i två Federation Cup-matcher för Sverige 1986 och spelade både singel och dubbel i en World Group-match mot Frankrike, sedan i B-rundan mot Belgien.

## ITF-finaler

### Singlar (3–4)
| Markör                          |
| ------------------------------- |
| $ 25 000 turneringar            |
| $ 10.000 / $ 15.000 turneringar |

| Resultat | Nr | Datum             | Turnering             | Yta  | Motståndare      | Poäng         |
| -------- | -- | ----------------- | --------------------- | ---- | ---------------- | ------------- |
| Vinnare  | 1. | 25 februari 1985  | São Paulo, Brasilien  | Grus | Mercedes Paz     | 5–7, 6–4, 6–4 |
| Tvåan    | 2. | 23 september 1985 | Bethesda, USA         | Hård | Jane Forman      | 3–6, 5–7      |
| Vinnare  | 3. | 28 oktober 1985   | Newcastle, Australien | Gräs | Karen Deed       | 6–4, 6–1      |
| Vinnare  | 4. | 4 november 1985   | Sydney, Australien    | Gräs | Monica Lundqvist | 6–4, 3–6, 7–6 |
| Tvåan    | 5. | 23 mars 1987      | Melbourne, Australien | Hård | Louise Field     | 3–6, 3–6      |
| Tvåan    | 6. | 17 oktober 1988   | Azorerna, Portugal    | Hård | Andrea Noszály   | 1–6, 3–6      |
| Tvåan    | 7. | 30 januari 1989   | Danderyd, Sverige     | Hård | Nanne Dahlman    | 6–4, 1–6, 4–6 |

### Dubblar (1–1)
| Resultat | Nr | Datum            | Turnering          | Yta  | Partner         | Motståndare                           | Poäng    |
| -------- | -- | ---------------- | ------------------ | ---- | --------------- | ------------------------------------- | -------- |
| Tvåan    | 1. | 5 september 1988 | Porto, Portugal    | Lera | Cecilia Dahlman | Sandrine Jaquet, Martina Pawlik       | 3–6, 1–6 |
| Vinnare  | 2. | 17 oktober 1988  | Azorerna, Portugal | Hård | Anne Aallonen   | Caroline Billingham, Alexandra Niepel | 6–3, 6–3 |